# 黄丑和
黄丑和（1927年—），河北省正定县人，中华人民共和国政治人物。
1945年，参加八路军（后改编为中国人民解放军）。1946年，任晋察冀军区独立2旅35团1营2连排长，1947年加入中国共产党，参加了清风店、石家庄、太原等战役。1949年，任中国人民解放军第64军192师575团1营2连副连长、连长。1951年参加朝鲜战争，任中国人民志愿军连长，同年9月在澄波里阻击战中，率连击退美军十七次进攻，歼敌三百八十余人，击毁敌坦克两辆、吉普车一辆，立特等功，被中国人民志愿军总部授予二级战斗英雄和模范共产党员称号，所在连队立集体一等功，被授予二级英雄连称号。回国后，任64军192师575团1营参谋长，1960年毕业于中国人民解放军军事学院基本系。后任营长、副团长、团长、副师长。是第一、三、四、五届全国人大代表。